# Tachycixius bidentifer
Tachycixius bidentifer är en insektsart som beskrevs av Dlabola 1960. Tachycixius bidentifer ingår i släktet Tachycixius och familjen kilstritar.
Artens utbredningsområde är Turkiet. Inga underarter finns listade i Catalogue of Life.